# Grupo Desportivo Tourizense
El GD Tourizense es un equipo de fútbol de Portugal que juega en la Liga Regional de Coimbra, una de las ligas regionales que conforman la cuarta categoría de fútbol en el país.

## Historia
Fue fundado en el año 1975 en la ciudad de Touriz, en la municipalidad de Tábua y desde su creación ha venido ganando ascensos desde la Tercera División de Coímbra. 
Su mayor logro hasta el momento ha sido enfrentarse al Sporting Lisboa por la Copa de Portugal el 11 de enero del 2006, donde perdieron 0-2. Nunca han jugado en la Primeira Liga.

## Palmarés
- Primera División de Coimbra: 1

2002/03

## Jugadores

### Jugadores destacados
| - João Martins - Manuel Machado - João Vicente - Nivaldo - Platini - Eridson | - Ibraima Baldé - Vladimir - Francis Ouma - Licá - Flávio Ferreira - João Barroca |